# Arūnas Pečiulis
Arūnas Pečiulis (* 7. September 1966 in Klaipėda, Litauische SSR) ist ein in Österreich lebender litauischer Dirigent.

## Werdegang
Arūnas Pečiulis absolvierte die Ausbildung zum Dirigenten an der Stasys Šimkus-Musikschule in der litauischen Hafenstadt Klaipėda und an der Musikhochschule Vilnius. 1991 begann er ein zweites Studium am Mozarteum Salzburg (Chor-, Opern- und Orchesterdirigieren), welches er 1994 mit Auszeichnung abschloss. Im selben Jahr erhielt Pečiulis auch den Förderungspreis des österreichischen Bundesministeriums für Unterricht, Kunst und Kultur. Am 22. Oktober 2012 wurde ihm von der Landesregierung Salzburg für seine musikalischen Leistungen und sein Engagement bei der Wohltätigkeitsveranstaltung „A b'sondere Zeit“ das Verdienstzeichen des Landes Salzburg verliehen. 2013 wurde er für seine verdienstvolle Tätigkeit von der Salzburger Liedertafel mit der „Michael-Haydn-Medaille“ in Silber geehrt, welche erstmals seit 30 Jahren verliehen wurde.
1993 wurde Pečiulis zweiter Chorleiter, seit dem 18. Oktober 2004 ist er künstlerischer Leiter der Salzburger Liedertafel. Außerdem arbeitet er mit weiteren Chören und Ensembles, wie dem Lainerhof Quartett Salzburg, dem Frauenensemble vocal orange und dem Salzburger Volksliedsingkreis. Er ist künstlerischer Leiter und seit 2017 Gesamtleiter des Adventsingens „A b'sondere Zeit“, einer Veranstaltung der Salzburger Landeshilfe. Von 2001 bis 2013 war er Chorleiter der Stadt Salzburg. 2018 dirigierte er beim litauischen Liederfest „Dainų šventė“. Konzertreisen führten u. a. nach Norwegen, in die Niederlande, nach Italien, Kroatien, Litauen, in die Ukraine, nach Russland und in viele andere europäische Länder. Darüber hinaus wird er immer wieder als Gastdirigent nach Litauen und ins europäische Ausland eingeladen.
Bei internationalen Chor- und Dirigentenwettbewerben war Pečiulis bereits des Öfteren als Jury-Mitglied bzw. Jury-Vorsitzender tätig und leitet Kurse für junge Dirigenten in Litauen. Weiters ist er Projektleiter bzw. künstlerischer Leiter bei „Musik ohne Grenzen“ (Österreich, Italien, Deutschland, Litauen, Ukraine, Russland).
Aufgrund seiner Leistungen wird er in der aktuellen Ausgabe der litauischen Enzyklopädie Visuotinė lietuvių enciklopedija aufgeführt.

## Wettbewerbe und Auszeichnungen
- 1984 Wettbewerb für junge Dirigenten in Klaipėda: 1. Preis
- 1985 Wettbewerb für junge Dirigenten in Šiauliai: 1. Preis
- 1985 Wettbewerb für junge Pianisten in Klaipėda: 1. Preis
- 1990 Internationaler Wettbewerb von J. Naujalis in Vilnius: Förderpreis
- 1994 Würdigungspreis des Österreichischen Bundesministeriums für Wissenschaft und Forschung
- 1995 Internationaler Chorwettbewerb in Salzburg mit der „Sängerrunde der Kärntner Landsmannschaft in Salzburg“: 2. Preis
- 1995 Internationaler Chorwettbewerb in Salzburg mit der „Liedertafel Obertrum“: 2. Preis
- 1997 Österreichischer Chorwettbewerb in Ungenach mit der „Liedertafel Obertrum“: 1. Preis
- 1999 4. Kärntner Chorwettbewerb in Feldkirchen, Kärnten, mit der „Sängerrunde der Kärntner Landsmannschaft in Salzburg“: 1. Preis
- 1999 4. Kärntner Chorwettbewerb in Feldkirchen, Kärnten mit dem „Quintett der Kärntner Landsmannschaft in Salzburg“: 1. Preis
- 1999 Internationaler Chorwettbewerb in Verona mit der „Liedertafel Obertrum“: 2. Preis
- 2011 Internationales Folklorefestival in Barcelona: Silbermedaille mit dem „Salzburger Volksliedsingkreis“[1]
- 2012 Verleihung des Verdienstzeichens des Landes Salzburg
- 2013 Verleihung der „Michael-Haydn-Medaille“ in Silber
- 2019 Internationaler Chorwettbewerb in Salzburg mit dem Frauenensemble „vocal orange“: Gold in Kategorie A3 (Frauenchor mit Vorgaben), Gold in Kategorie S (Musica Sacra), Sonderpreis als bester Frauenchor in der Kategorie S (Musica Sacra)

## Diskographie
- 1995 „Sakrale Werke“, Liedertafel Obertrum
- 1996 „Lieder zum Advent und zur Heiligen Nacht“, Liedertafel Obertrum
- 2001 „Schau wia still is die Zeit“, Lainerhof Quintett
- 2002 „A B'sondere Zeit“, Jubiläums-CD
- 2005 „grob g'strickt und fein g'spunna“, Lainerhof Quintett
- 2005 „A B'sondere Zeit“
- 2006 „und ois draht si und draht si“, Salzburger Volksliedsingkreis
- 2006 „Unterwegs“, Vokalensemble EinKlang
- 2007 „A B'sondere Zeit“
- 2012 „A B'sondere Zeit“, Jubiläums-CD
- 2012 „Es wår a stille Nåcht“, Lainerhof Quartett
- 2016 „Weihnacht in Orange“, Frauenensemble vocal orange